# Per Nilsson (militär född 1969)
Per Anders Edvin Nilsson, född 22 februari 1969 i Södra Åsums församling i Malmöhus län, är en svensk militär.

## Biografi
Nilsson gjorde sin värnpliktsutbildning vid Södra skånska regementet som pansarskyttegruppchef. Åren 1989–1990 genomgick Nilsson officersutbildning vid Pansartruppernas officershögskola i Skövde. År 1990 avlade han officersexamen och utnämndes samma år till fänrik i armén. Nilsson genomförde trupptjänst vid Södra skånska regementet med befattningar som pansarskyttepluton– och kompanichef. Han genomgick han Allmänna kursen vid Militärhögskolan Karlberg 1994–1995 och var pansarskytteplutonchef i Bosnien BA04 1994–1995. Han befordrades till kapten 1997 och genomgick Högre kursen vid Militärhögskolan Karlberg 1997–1998. Åren 1999–2000 var han militärobservatör i Angola i FN-insatsen United Nations Observer Mission in Angola (MONUA), varefter han genomgick Stabsprogrammet vid Försvarshögskolan 2000–2001 och även var ställföreträdande pansarskyttekompanichef i Kosovo KS03 2000–2001. Han var pansarskyttekompanichef i Liberia LA04 2004–2005, var militärobservatör i Mellanöstern i FN-insatsen United Nations Truce Supervision Organization 2007–2008, genomgick Chefsprogrammet och studerade krigsvetenskap vid Försvarshögskolan 2008–2010 och var operationschef i Afghanistan (FS20) 2010–2011.
Åren 2013–2015 var Nilsson stabschef vid Södra skånska regementet, varpå han var kontingentschef i Mali (MALI 05) 2016–2017 och tjänstgjorde i Planeringssektionen i Ledningsstaben vid Högkvarteret 2016–2019. Efter att ha befordrats till överste[källa behövs] var han chef för Trängregementet 2019–2021 och chef för Södra militärregionen 2021–2024. Sedan den 16 september 2024 är Nilsson brigadgeneral och ställföreträdande arméchef.